# Danubiella
Danubiella es un género de foraminífero bentónico de la subfamilia Hauerininae, de la familia Hauerinidae, de la superfamilia Milioloidea, del suborden Miliolina y del orden Miliolida. Su especie tipo es Danubiella cernavodensis. Su rango cronoestratigráfico abarca el Barremiense (Cretácico inferior).

## Clasificación
Danubiella incluye a las siguientes especies:
- Danubiella cernavodensis †
- Danubiella gracillima †